# Вусач-коренеїд маленький
Вусач-коренеїд маленький (Dorcadion pusillum ) — вид жуків-вусачів з підродини ляміїн, роду коренеїдів. Поширений від східної Румунії до басейну Дону в Росії.

## Опис
Жук довжиною від 7,5 до 14 мм. Перший сегмент антен і ніг червоно-бурі. Спинна і плечова смуги тьмяні, сіруваті або блідо-бурі, шовна і крайова смуги яскраво-білі. Є пришовна темна смуга. Надкрила в темних округлих плямах.

## Ареал і підвиди
Вид мешкає у східній і південно-східній Румунії, Молдові, південній Україні, південно-західній Росії. У Румунії він займає біотопи від передгір'їв гір Вранча (Карпати) та низин у повітах Бузеу та Бреїла, до кордону з Молдовою та Одеською областю України. В Україні типова місцевість - Південне Поділля. Виявлений на півдні: Одеська, Херсонська, Миколаївська, Дніпровська, Запорізька, Донецька області, Крим. На північ досягає Кіровоградської, Вінницької області та Полтави. У Росії відомий лише з Ростовської області.
Виділяють 4 підвиди, які мають особливості зовнішньої будови та поширення.
- Dorcadion pusillum ochrolineatum Dascălu, 2018 повіти Бузеу і Бреїла Румунії
- Dorcadion pusillum pusillum Küster, 1847 Займає найбільшу територію: Україна, Молдова, схід Румунії (повіти Унгені, Ботошані, Яси)
- Dorcadion pusillum tanaiticum Kasatkin, 2002 Ростовська область Росії
- Dorcadion pusillum vasiliscus Dascălu, 2018 Румунське Підкарпаття[en], повіти Бузеу й Вранча

Підвид Dorcadion pusillum berladense Pic, 1903 у сучасній літературі вважається варіацією.